# Betsys bröllop
Betsys bröllop (engelska: Betsy's Wedding) är en amerikansk komedifilm från 1990 i regi av Alan Alda. I huvudrollerna ses Alda, Molly Ringwald, Ally Sheedy, Madeline Kahn, Joey Bishop, Joe Pesci, Anthony LaPaglia, Burt Young och Catherine O'Hara.

## Rollista i urval
- Alan Alda - Eddie Hopper
- Madeline Kahn - Lola Hopper
- Molly Ringwald - Betsy
- Ally Sheedy - Connie
- Joe Pesci - Oscar
- Anthony LaPaglia - Stevie Dee
- Catherine O'Hara - Gloria
- Burt Young - Georgie
- Joey Bishop - Eddie's father
- Dylan Walsh - Jake Lovell
- Larry Block - Barber